# Hřebenatka svatojakubská
Hřebenatka svatojakubská (též hřebenatka jakubská, Pecten jacobaeus, anglicky pilgrim's shell) je druh mlže obývající Středozemní moře. Žije při mořském dně v hloubce do 200 metrů, může plavat na kratší vzdálenosti pomocí vypuzovaní vody. Živí se planktonem, který filtruje z mořské vody. Dosahuje velikosti okolo 13 cm. Lastura má okrové až červenohnědé zbarvení, má tvar vějíře a je zbrázděna čtrnácti až šestnácti paprskovitě se rozbíhajícími žebry. Spodní miska lastury je vydutější a světlejší než horní. Je hermafrodit, období rozmnožování nastává v květnu a červnu.

## Charakteristika
Tento druh je zřejmě endemickým obyvatelem Středozemního moře, může však být konspecifický (příslušný k identickému druhu) s hřebenatkou kuchyňskou (Pecten maximus), rozšířenou od severního Norska po západní Afriku. Jednotlivé druhy jsou si podobné, mají však některé odlišné znaky.

## Kuchyňské užití
Maso hřebenatek je díky jemné oříškové chuti oblíbeným pokrmem středomořské kuchyně. Živočichové se loví pomocí vlečných sítí, bývají také chováni uměle. Upravují se na másle, se zeleninou, šafránovým rizotem nebo jako sašimi; kromě masa se konzumují také jikry. Podle archeologických nálezů byly hřebenatky lidskou potravou od pravěku, již Aristoteles uvádí recept na jejich pečení na roštu s octem a solí.

## V křesťanství
Lastura hřebenatky je atributem svatého Jakuba Staršího. Podle legendy vydávaly ostatky tohoto světce takovou záři, až se pod jedním rytířem splašil kůň a skočil do moře; jezdce se podařilo vylovit živého a na znamení zázračné záchrany bylo jeho brnění pokryto hřebenatkami. Hřebenatka je odznakem věřících na Svatojakubské cestě: poutníci při sobě nosili lastury jako nádoby na pití, dvojice lastur také symbolizovala lásku k Bohu i lásku k bližnímu.
Mušli sv. Jakuba měl ve svém papežském erbu Benedikt XVI., je vyobrazena na obraze Botticelliho Zrození Venuše; hřebenatku kuchyňskou (anglicky St James shell, great shell) má ve znaku ropná společnost Royal Dutch Shell. Je zobrazena na symbolech obce Ratenice. Také je atributem sv. Augustina.

## Fosilie
První fosilní nálezy tohoto druhu pocházejí z počátku pliocénu.